# Nadine Ernsting-Krienke
Nadine Ernsting-Krienke (Telgte, 5 février 1974) est une hockeyeuse sur gazon allemande. 

## Carrière
Elle compte 360 sélections avec l'équipe d'Allemagne féminine de hockey sur gazon (un record) de 1999 à 2009, remportant la médaille d'argent aux Jeux olympiques d'été de 1992 et la médaille d'or aux Jeux olympiques d'été de 2004. Elle participé également aux Jeux olympiques d'été de 1996 et aux Jeux olympiques d'été de 2000.